# Ruróni Kensin: A kezdetek
A Ruróni Kensin: A kezdetek (るろうに剣心; Hepburn: Rurouni Kenshin) 2012-ben bemutatott történelmi akciófilm, mely Vacuki Nobuhiro azonos című mangasorozatán alapul. A filmet Ótomo Keisi rendezte, a főszerepet pedig Szató Takeru és Takei Emi játszották. A film cselekménye a meidzsi-restauráció fiktív szakaszában játszódik, és egy Himura Kensin nevű vándorló kardforgató történetét meséli el, aki régebben orgyilkosként tevékenykedett, Hitokiri Battószai néven. A bakumacu után Kensin megfogadja, hogy nem öl többé, életét pedig vándorként folytatja, hogy segíthessen a rászorulókon, így próbálva jóvátenni múltbéli rémtetteit. Állandó társa a derekán viselt szakabató, a fordított élű kard.
A filmet 2012. augusztus 25-én kezdték vetíteni a japán mozik, az azonos év novemberére pedig több mint hatvanmillió dollárnak megfelelő bevételt termelt. DVD-n és Blu-rayen 2012. december 26-án adták ki. A film külföldi terjesztésének jogát már több mint hatvan országnak adták el. Magyarországon a Netflix mutatta be 2021-ben.
A filmhez a One Ok Rock együttes írt betétdalt The Beginning címmel.

## Cselekmény
A toba-fusimi ütközet végén Himura Kensin, „hitokiri battószai”, elhagyja a csatateret, mikor hallja az ünneplő harcostársait. Évekkel később felbukkan Tokióban, magát már Himura Kensinnek hívva, és találkozik a dódzsó tulajdonos Kamija Kaoruval, aki édesapja küzdőstílusát, a kamija kassin-rjút akarja átadni tanítványainak. A lánynak egyetlen diákja van, a még gyerek Mjódzsin Jahiko. Kensin megpihen Kaouruéknál, miután legyőzte Takeda Kanrjú banditáit, és felfedi sötét titkát a lány előtt. Ekkor jelenik meg a Takeda elől menekülő Takani Megumi, akit a bűnbáró ópiumkészítésre kényszerített. Megumi csatlakozik a kis csapathoz, és orvosként nagyon sok ember életét megmenti, amikor Takeda emberei patkányméreggel mérgezik meg a környék valamennyi kútját. Takedát véglegesen meggyűlölve, Megumi elhatározza, hogy ő maga végez a gengszterrel , de csapdába esik. Kensin – kiegészülve az utcai harcossal, Szagara Szanoszukéval – betör Takeda birtokára, és legyőzi annak összes emberét.  Szaitó Hadzsime segítségével kicselezik a Gatling-géppuska mögül lövöldöző Takedát, és elfogják a bűnvezért. Megmentik Megumit, de a nő elárulja Kensinnek, hogy Kaoru élete veszélyben forog. A Tokióban Hitokiri Battószai néven gyilkoló kardforgató – aki Kensin régi, ívelt markolatú kardjával küzd, amit a vándor maga mögött hagyott a harcmezőn – elrabolta a barátját, hogy harcot provokáljon ki Kensintől. A harcos – Udó Dzsin-e – többször is megsebzi az egykori orgyilkost, mire emeli a tétet. Különleges technikájával összeszorítja Kaoru nyelőcsövét, mire Kensinből előtörnek orgyilkosi vonásai, és már nem legyőzni akarja ellenfelét, hanem megölni. Kensin felülkerekedik az ál-Battószain, de mielőtt még végezne vele, Kaoru megtöri a varázslatot. Dzsin-e nem képes elviselni a szégyent, és végez magával. Kensin visszaviszi Kaorut a dódzsóba. A másnap felébredő lány nem találja Kensint és azt hiszi, a férfi tovább állt. Sietve indul a keresésére, amikor Kensin felbukkan egy kosárnyi leveszöldséggel. A megkönnyebbült Kaoru üdvözli „otthon”, mire Kensin mosolyogva jelzi, hogy valóban hazaérkezett.

## Szereplők

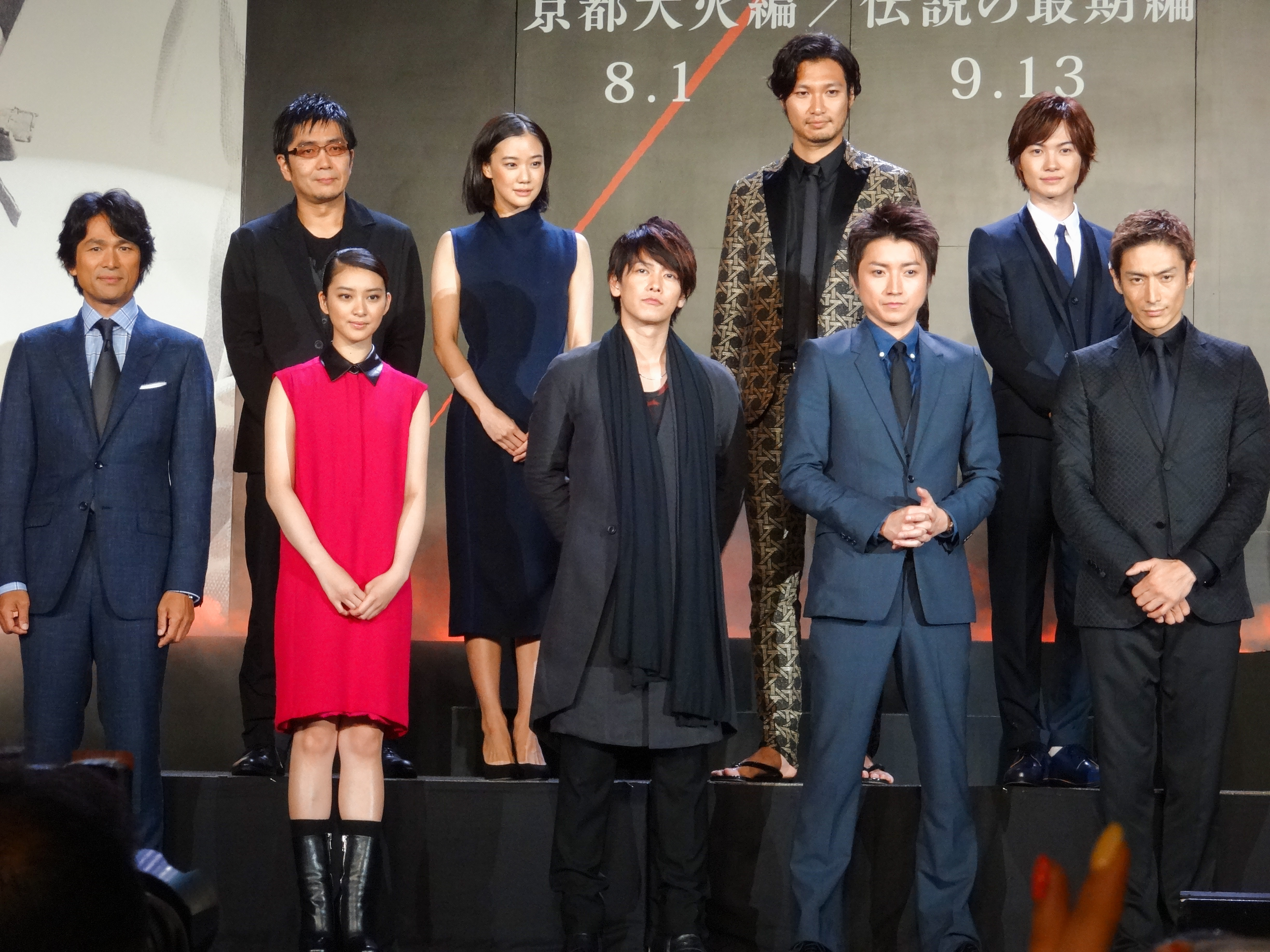
A film szereplői a folytatás bemutatóján

- Szató Takeru, mint Himura Kensin, a hajdani orgyilkos, aki megesküdött rá, hogy soha többé nem gyilkol.
- Takei Emi, mint Kamija Kaoru, az elhunyt apja kendó iskoláját fenntartó idealista lány.
- Aoki Munetaka, mint Szagara Szanoszuke, az utcai harcos, aki Kensin barátja és harcostársa lesz.
- Kagava Terujuki, mint Takeda Kanrjú, a szamurájok hitvilágát mélységesen lenéző, gátlástalan bűnöző és tehetős üzletember.
- Aoi Jú, mint Takani Megumi, egy orvos család leszármazottja, akit Takeda ópiumkészítésre kényszerít.
- Kikkava Kódzsi, mint Udó Dzsin-e, egy őrült kardforgató, aki Hitokiri Battószainak adja ki magát, és rettegésben tartja Tokiót.
- Ajano Gó, mint Gein, Takeda egyik embere.
- Szudó Genki, mint Inui Bandzsin, Takeda egyik embere.
- Tanaka Taketo, mint Mjódzsin Jahiko, aki Kaoru egyetlen tanítványa.
- Egocsi Jószuke, mint Szaitó Hadzsime, a Sinszengumi egykori tagja, aki jelenleg rendőrként dolgozik, Fudzsita Goró álnéven. Kensin régi ellenlábasa.
- Okuda Eidzsi, mint Jamagata Aritomo, a meidzsi állam magas rangú tagja, és Szaitó felettese.

## Eltérések a mangától
- A mangában Udó Dzsin-e Kensinhez hasonlóan egy orgyilkos, aki Kurogasza néven hajt végre merényleteket a kormány emberei ellen.
- A mangában Kensin és Szaitó párbajára nem Jamagata birtokán, hanem Kaoru dódzsójában kerül sor, és a kettő majdnem végez egymással.
- A mangában Szaitó nincs jelen, mikor megállítják Takeda Kanrjút.
- A mangában Kaoru elrablása Kensin jelenlétében történik, és még a Kanrjú-konfliktus előtt.
- A mangában Kensinen és Szanoszukén kívül Jahiko is részt vesz a Kanrjú birtok elleni harcban.
- A mangában Kensin és Gein sosem harcolnak. Kensin az Onivabansú parancsnokával, Sinomori Aosival küzd meg, valamint Gein nem használ lőfegyvert. A mangában Geint éppen Aosi öli meg.
- A mangában a Kamija dódzsóban lévő csata végén Kensin legyőzi az ál-Battószait is.

## Folytatások
2014-ben mutatták be a film két folytatását, azonos szereplőgárdával. 2021-ben került mozikba a filmsorozat két befejező filmje, melyekben Szató ismét Kensint alakítja. A forgatást 2019 júniusában fejezték be.